# Hugo Praetorius
Hugo Paul Praetorius (* 17. Februar 1835 in Berlin; † 12. April 1904 ebenda) war ein preußischer Politiker und Gutsbesitzer in Pommern.

## Leben
Hugo Praetorius besuchte die Klosterschule Roßleben. Von 1860 bis 1898 besaß er das Gut Roderbeck im Kreis Greifenhagen. Er gehörte dem 6. Kürassier-Regiment an und nahm mit diesem am Deutsch-Dänischen Krieg 1864, am Deutsch-Österreichischen Krieg 1866 und am Deutsch-Französischen Krieg 1870/71 teil. Er beendete seine militärische Laufbahn als Rittmeister der Reserve.
Hugo Praetorius gehörte von 1880 bis 1890 dem Provinziallandtag der Provinz Pommern an. Ab 1885 war er Mitglied des Preußischen Abgeordnetenhauses, in dem er den Wahlkreis Regierungsbezirk Stettin 2 (Randow – Greifenhagen) vertrat und dem er bis zu seinem Tode 1904 angehörte. 1900 wurde er, als Nachfolger für den verstorbenen Abgeordneten Heinrich von Manteuffel, Mitglied des Reichstages. Er gehörte der Deutschkonservativen Partei an.